# Колліно
Колліно (ест. Kollino) — село в Естонії, входить до складу волості Антсла, повіту Вирумаа.